# Clytellus mononychus
Clytellus mononychus är en skalbaggsart som beskrevs av Holzschuh 2003. Clytellus mononychus ingår i släktet Clytellus och familjen långhorningar. Inga underarter finns listade i Catalogue of Life.